# Le Sauteur de mur
Le Sauteur de mur (titre original : Der Mauerspringer) est un roman publié en Allemagne en 1982.
Peter Schneider est un écrivain allemand, un des leaders du mouvement étudiant allemand de 1966. Dans Le Sauteur de mur il se pose en défenseur des libertés. Il pose aussi la question de la germanité dans l'Allemagne divisée.

## Résumé
Début des années 1980, un écrivain, Berlinois de l'Ouest, va et vient de part et d'autre du mur de Berlin. À l'Est, il rencontre des anonymes, des dissidents ; il écoute des histoires étonnantes comme celle de ce chômeur qui sauta quinze fois le mur vers l'Est. Il rencontre des  écoliers passant à l'Ouest pour voir des westerns. Ce portrait de ville, ces tableaux vivants ne lèvent pas toujours le mystère, la censure, car le mur est aussi dans les têtes.

## Éditions
En France : trad. Nicole Casanova
- 1983 : Le Sauteur de mur, Paris, Grasset, 185 p.  (ISBN 2-246-28771-5)
- 2000 : Le Sauteur de mur, Paris, Grasset, coll. « Les cahiers rouges » (no 292), 185 p.  (ISBN 2-246-28772-3)